# Pierre Clavel (aviateur)
Pour les articles homonymes, voir Pierre Clavel et Clavel.
Pierre Marie Lucien Clavel, né le 14 juillet 1897 à Bordeaux et mort le 3 avril 1985 dans le 15e arrondissement de Paris, est un aviateur français.

## Biographie
Il commence sa carrière dans l’aviation pendant la Première Guerre mondiale. Engagé tout d’abord comme artilleur, il demande à être muté dans l’aviation. Il est affecté comme pilote à l’escadrille SPAD XX. La fonction de ces  biplaces comportant un pilote et un observateur était de régler les tirs d’artillerie au-dessus et à l’intérieur des lignes ennemies ce qui entraînait des combats aériens en cas de rencontres avec l’adversaire. 
Après la guerre, il propose ses services à la Ligne Aéropostale Latécoère qui vient de se créer. En 1921 il entre sous les ordres de Didier Daurat à Toulouse. Puis ce dernier l’affecte à Alicante comme responsable de cet « Aéroplace ». L’acheminement quotidien du courrier doit se faire par tous les temps. Naviguant à vue de sol, seule une montre indiquant la durée d’autonomie du réservoir d’essence, le pilote et le mécanicien sont soudés dans la même aventure. Lorsqu’il quitte la ligne à regret, en 1924, il continue à s’entraîner sur de nouveaux appareils comme officier de réserve. 
À la déclaration de guerre 1939-1940, il s’engage lors de la campagne de France. Il est désigné pour commander le Bataillon de l’air 109 à Tours comme instructeur d’une escadrille de chasse. Ainsi s’achève son parcours dans l’aviation au cours duquel sa conduite, tant sur le plan humain que dans le cadre des missions qui lui sont confiées, lui valent la Croix de Guerre et la Légion d'honneur à titre militaire ainsi qu’une médaille étrangère, La croix du Christ du Portugal.